# Chiesa di San Michele all'arco
La chiesa di San Michele all'arco si trova in piazza Vecchia a Bergamo, accanto al Palazzo nuovo. Era un luogo di culto cattolico sconsacrato nel 1955 e trasformato in deposito e archivio della Biblioteca civica Angelo Mai.

## Storia
Se le prime fonti nominano la chiesa nel 797, il primo documento, secondo lo storico Mario Lupo, risale solo all'897. Non è neppure certo che la chiesa fosse costruita dove era posizionato un arco romano, a Bergamo archi di origine romana erano sicuramente presenti, ma non c'è mai stata certezza sulla loro ubicazione. Risulta presente un monastero di suore benedettine, mentre è in dubbio la fonte che nomina la presenza di un ospedale nel 905 fino al XV secolo non essendo citato dal vescovo Giovanni Barozzi. Presso la chiesa fu rogato il 3 maggio 1451, il lascito testamento del frate francescano Eustacchio Licini per la costruzione della nuova chiesa intitolata a san Bernardino da Siena nel 1450, anno della canonizzazione del senese.
Intorno all'anno 1000, la chiesa divenne parrocchia , e lo rimase fino al 1805.
La chiesa aveva, nel 1497, un bordello comunale o locho publico o postribulo, proprio nelle vicinanze, nonché in prossimità il carcere di Sant'Agata con il passaggio dei detenuti che erano condotti al patibolo. Nel 1561 tra funzioni religione e incontri amorosi, e i lamenti dei detenuti, la situazione non resse tanto che venne imposto al sacerdote che officiava le funzioni di tenere chiuso le porte perché queste non venissero disturbate 
I padri teatini, devoti a san Gaetano da Thiene, la officiarono negli anni dal 1606 al 1608, trasferendosi poi nella chiesa di Sant'Agata nel Carmine.
Nel 1666 risultano sotto la devozione di san Michele arcangelo in Bergamo, un oratorio, una cappelletta e le carceri dedicate al Santissimo Sacramento , risulta nel XVI secolo citate nel codice della Biblioteca civicaː Joani della Val di Stino lo quale fu appiccato per la gola et sepelito in S. Michele. Suonavano le campane di San Michele quando passavano i condannati a morte.

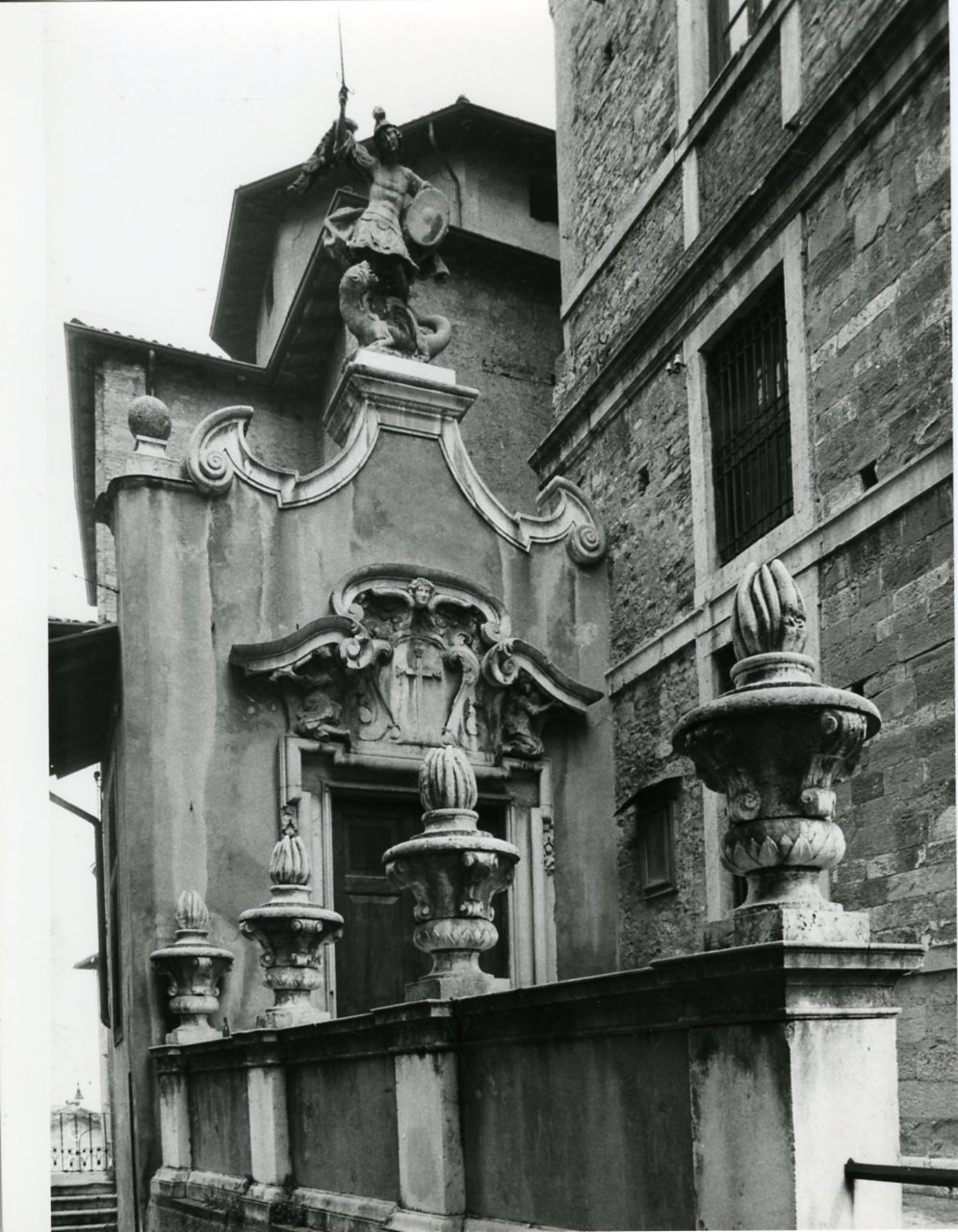
Foto di Paolo Monti - chiesa di San Michele all'arco

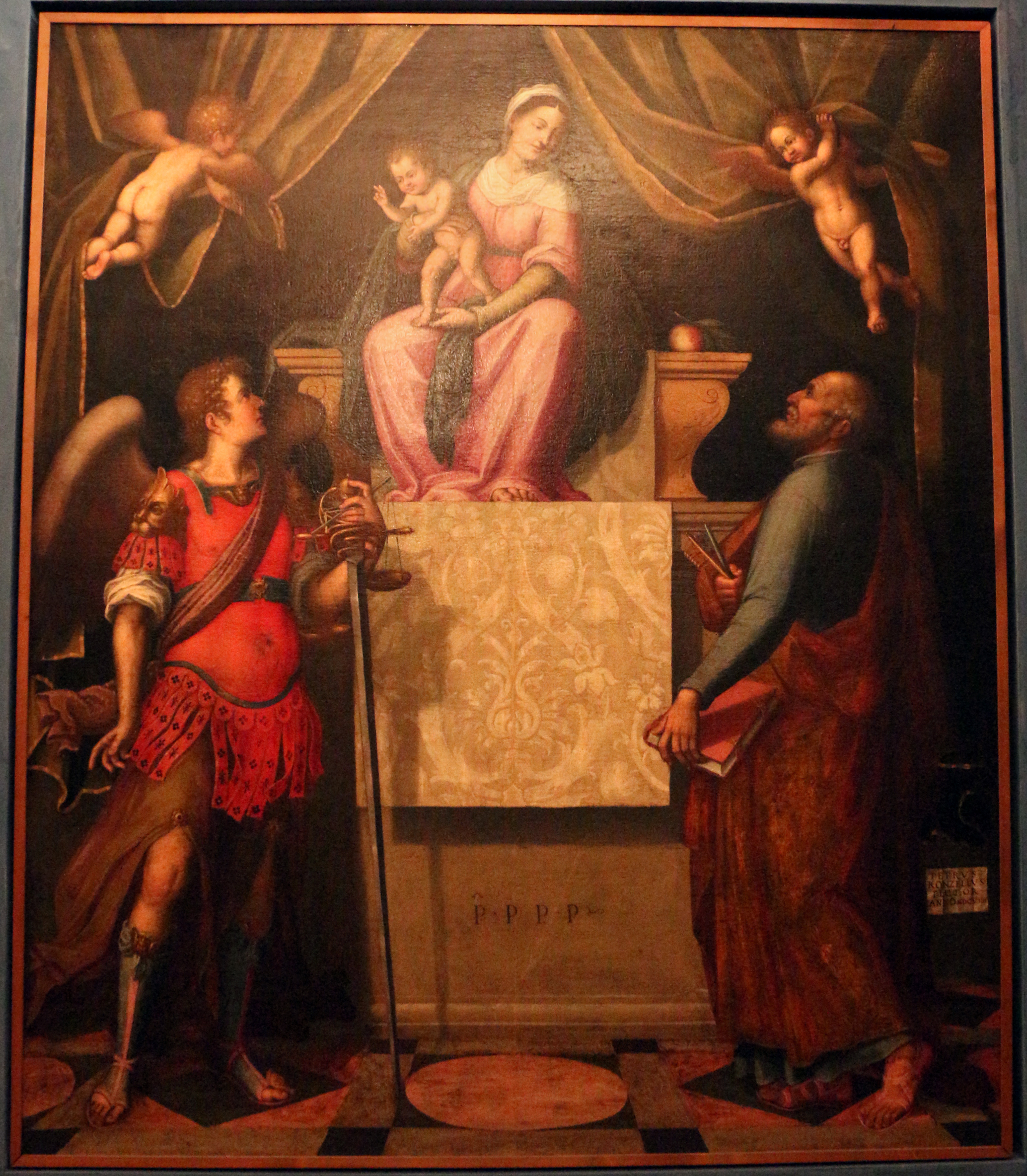
Pietro Ronzelli Madonna col Bambino tra i santi Michele Arcangelo e Pietro

Di Giovan Battista Caniana furono i progetti di restauro del 1743, conclusi con la consacrazione del 14 agosto 1745 per volontà dell'allora parroco Marco Carminati di cui Vittore Ghislandi fece il ritratto conservato presso la cattedrale alessandrina. 
Ma la sua ubicazione, troppo vicina al Palazzo nuovo, non le diede scampo, piano piano, l'amministrazione iniziò a usarne gli spazi, a partire dal sagrato, poi il piccolo cimitero.
Nel 1805 la chiesa smise di essere parrocchia e venne sconsacrata nel 1955 diventando emeroteca della Biblioteca Capitolare, per una necessità di spazi data la mole di libri, giornali e riviste da conservare, trasformandola in deposito .

## Architettura
Può passare inosservata la piccola facciata della chiesa di San Michele all'Arco, posta in posizione rientrante e accostata al grande Palazzo nuovo, con il suo portale barocco che quasi la riempie, che era una entrata laterale, se non fosse per l'angelo posto sulla sua sommità opera di Giovanni Antonio Sanz.

Poco rimane del suo aspetto originale, ma sulla parte che si trova in via Rivola è possibile ancora ritrovare la primitiva facciata con l'arco di accesso e a sinistra il locale che era servito a oratorio e vestibolo dove era collocato un crocifisso proveniente dall'antico cimitero, soppresso dalle leggi napoleoniche, ma del sagrato non rimane nulla, essendo questo posizionato a un livello inferiore rispetto alla nuova pavimentazione..
L'interno, adibito a deposito, offre ancora le decorazioni della cupola con la raffigurazione di San Michele che caccia gli angeli ribelli e dei pennacchi raffiguranti i personaggi della Bibbia del comasco Carlo Innocenzo Carloni datate 1757-1760 che raffigurano arcangeli, profeti e ilsanto titolare della chiesa.,. Le volte sopra l'altare maggiore sono decorate con affreschi opera di Giulio Quaglia.
La pala posta sul coro opera di Pietro Ronzelli del 1608 si trova ospitata dal Museo Adriano Bernareggi, il ritratto del parroco Carminati opera di Vittore Ghislandi, detto Fra' Galgario  è conservato nei locali della fabbriceria della cattedrale alessandrina, mentre la tela del Lotto, che era stata donata dalla famiglia Bongo è conservata nella pinacoteca dell'Accademia Carrara.
La chiesa, che era proprietà della diocesi di Bergamo, è diventata dal 2017 oggetto di scambio con l'amministrazione comunale, che ne ha acquisito la proprietà in cambio della chiesa del Galgario posta nella parte bassa della città di Bergamo e che era inglobata nella caserma Francesco Nullo e quindi in precedenza proprietà comunale.

Gli affreschi settecenteschi in stile rococò di Carlo Innocenzo Carloni sono stati oggetto di restauro nel 2019, e sono visitabili in alcuni date proposte dalla biblioteca stessa.